# De Onrust (Muiderberg)
De Onrust of Meermolen is een uit 1809 stammende achtkante grondzeiler, ook wel achtkantige bovenkruier, bij Muiderberg aan de Boezemkade. De molen is gebouwd als poldermolen om het Naardermeer droog te leggen. Tegenwoordig bemaalt hij het Naardermeer, nadat de drooglegging ongedaan is gemaakt. Sinds 4 juni 1973 heeft De Onrust de status van rijksmonument.
De molen is 15 meter hoog en heeft een gevlucht van 26,10/26,20 meter. Het gevlucht is oudhollands opgehekt en heeft dubbelstraals fokwieken met remkleppen. De spleet, gemeten in het midden achter de roe is bij de askop  15 cm en aan de tip 12 cm.
Het ijzeren scheprad heeft een diameter van 5,6 meter. De molen heeft een bemalingsgebied van 680 hectare. Het water wordt tussen de 60 en 100 centimeter opgevoerd van het polderpeil van het Naardermeer naar het boezempeil. Van de molen loopt een vaart, Uitwatering van het Naardermeer, naar het westen die iets ten zuiden van Muiden in de Utrechtse Vecht uitkomt.
De molen kan ook water inlaten vanuit de Vecht in het Naardermeer. Het scheprad kan worden losgekoppeld van het mechaniek in de molen en dan vrij meedraaien met het instromende water. Aan het begin van de oprit naar de molen staat een kleine zuiveringsinstallatie. Water vanuit het IJmeer wordt hier ontdaan van fosfaten en het voedselarme water wordt in het Naardermeer geloosd. In de natte wintermaanden wordt het teveel aan water uitgemalen en in droge zomers wordt water in het Naardermeer gelaten.
In 1983 werd een grondige restauratie van de molen afgerond. Tien jaar later zijn de wieken in een zware storm eraf gewaaid en raakte het raderwerk in de kap ontwricht. Al deze schade is gerepareerd. Voor het Naardermeer is de molen de enige mogelijkheid om van een teveel aan water af te komen. Het scheprad verplaatst per ontwenteling ongeveer 10 m3 water en om een peilverlaging van 1 centimeter te krijgen, moet de molen zo'n 16 uur met goede wind werken.
De molen is in bezit van Vereniging Natuurmonumenten en vrijwillige molenaars houden de molen draaiende. De molen is open voor publiek als de wieken draaien of als de blauwe molenwimpel uithangt. Op zondag is de molen altijd open.

## Fotogalerij

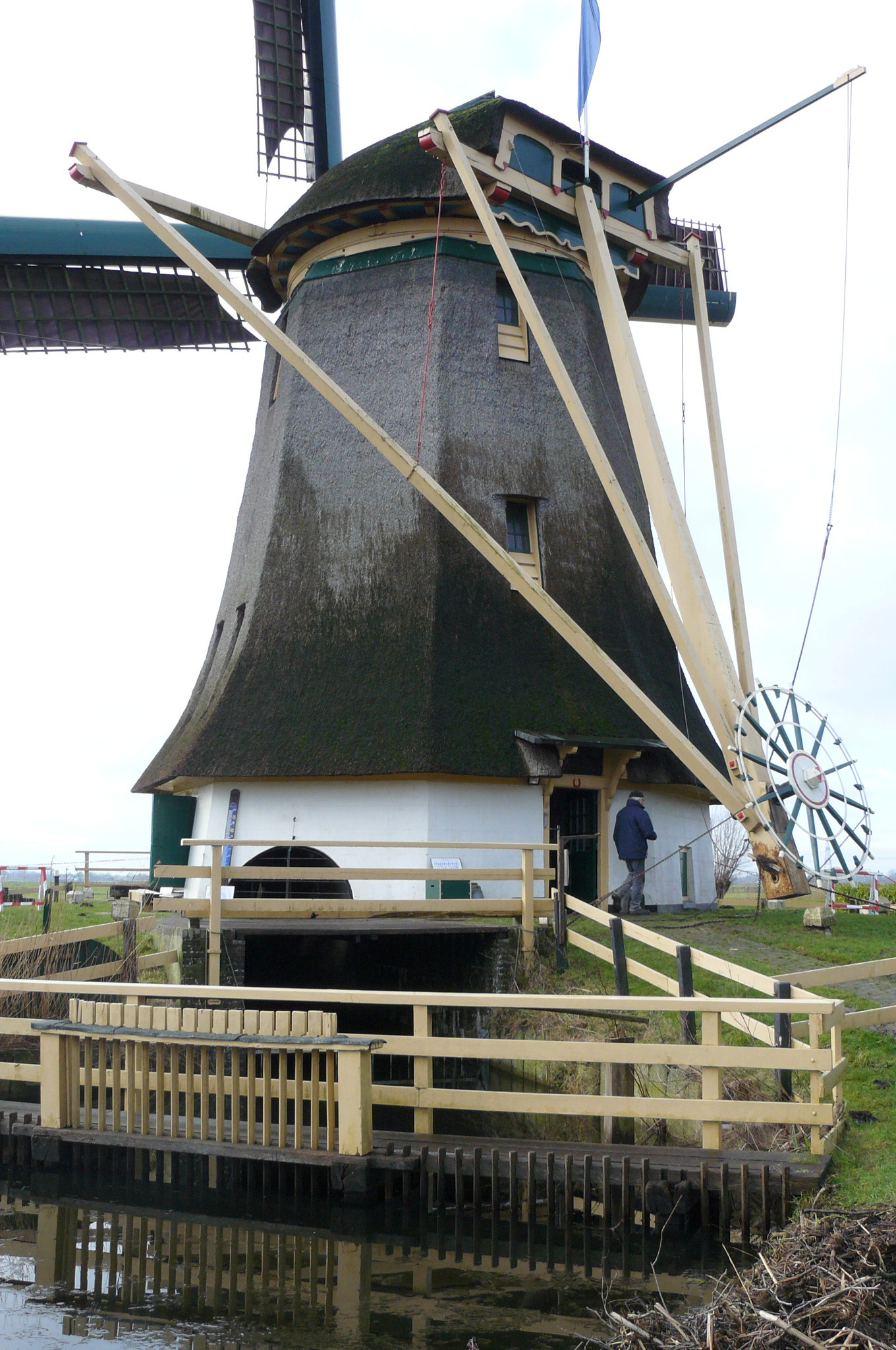
Het water op de voorgrond staat in verbinding met het Naardermeer
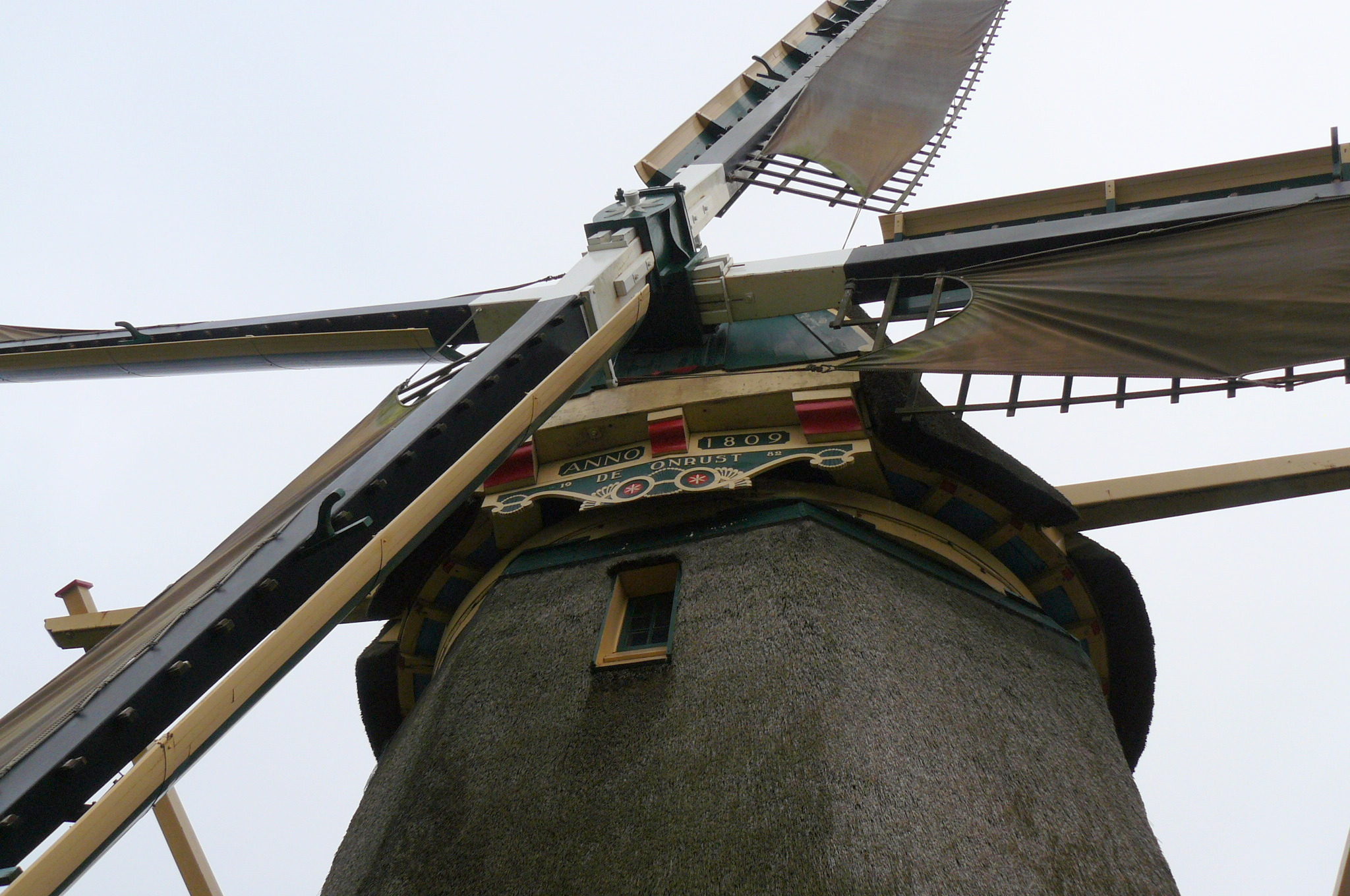
De Onrust, 1809
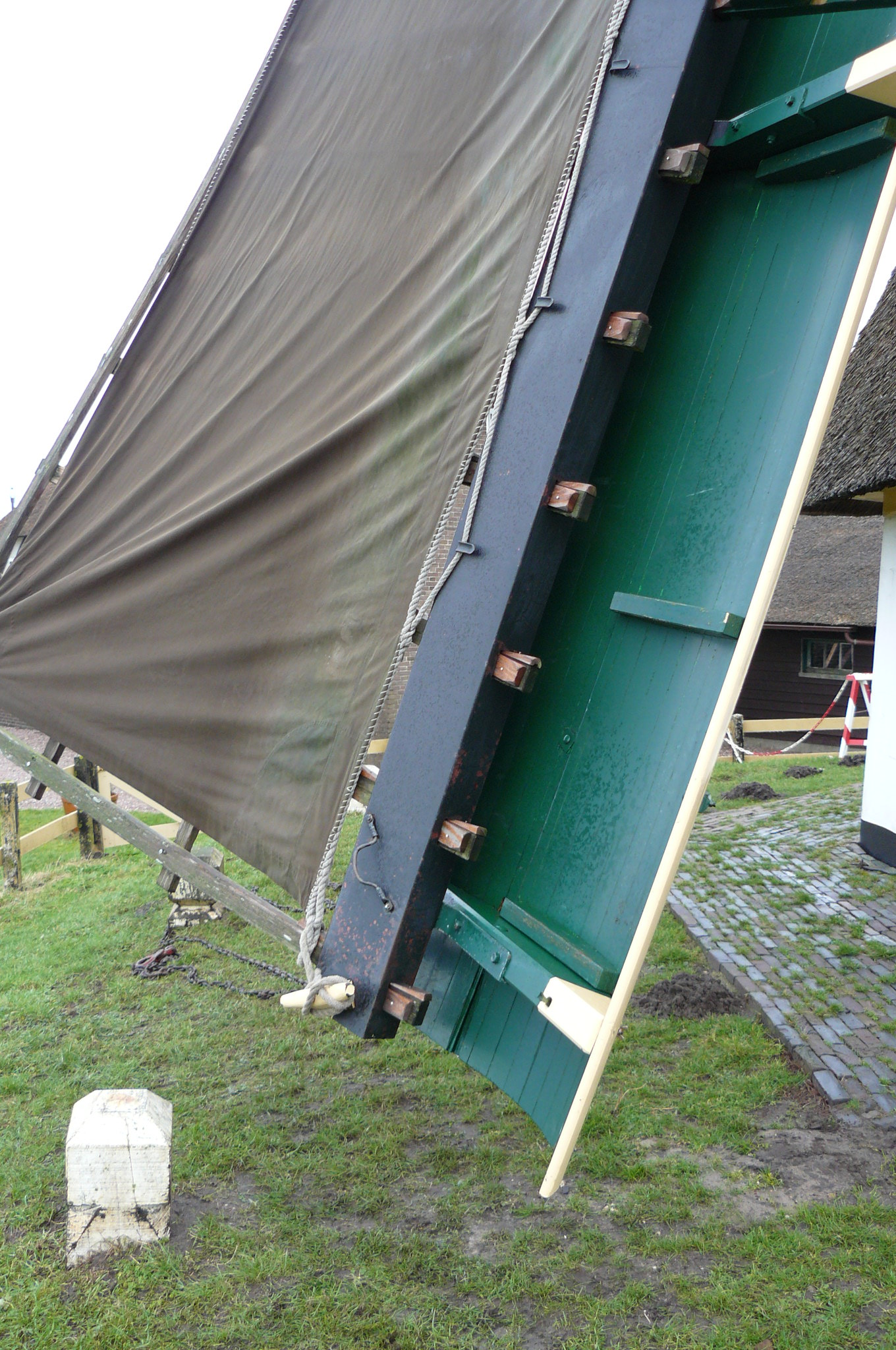
De fokwiek maakt draaien bij lager windsnelheid mogelijk
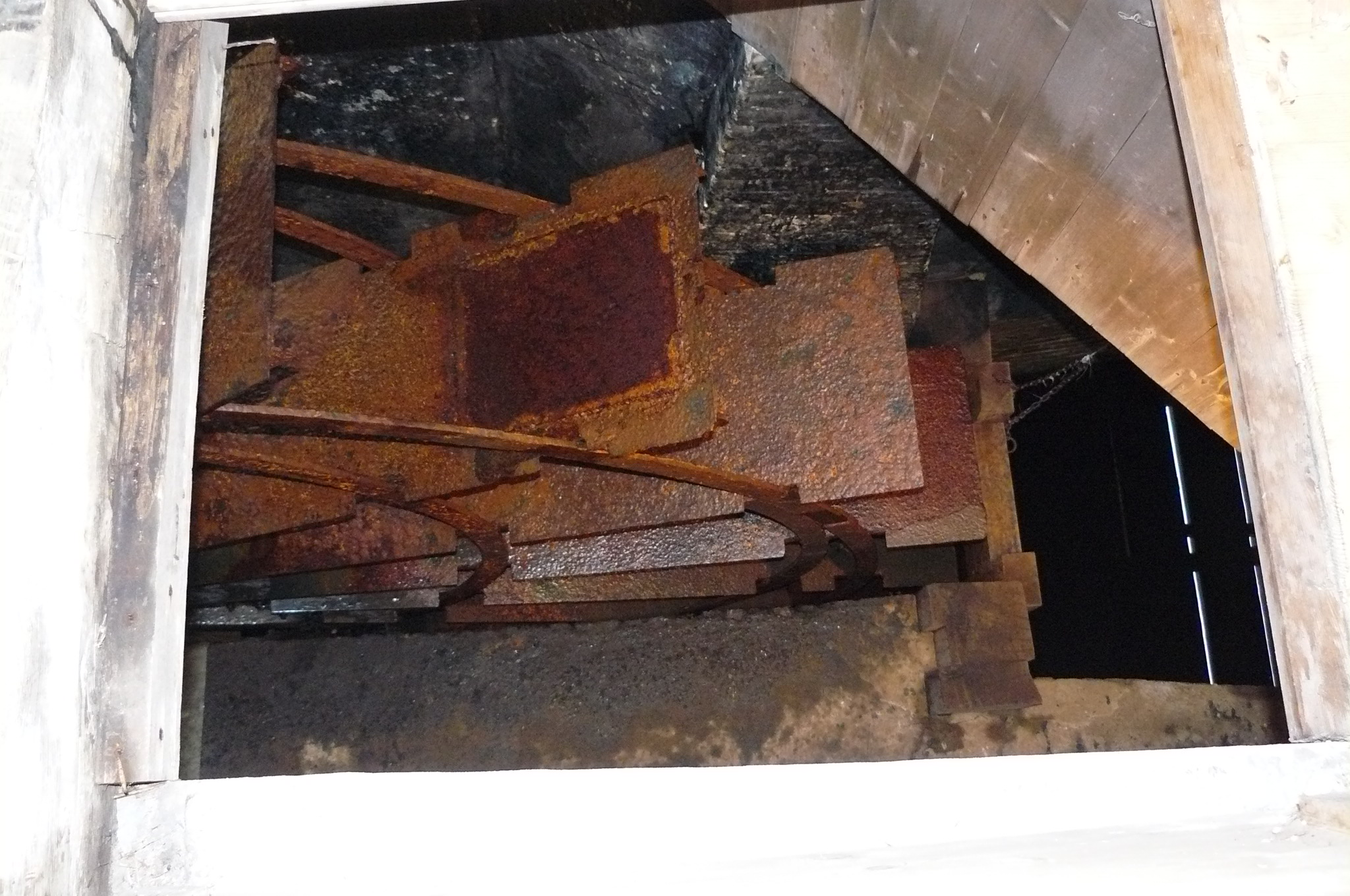
Het ijzeren scheprad